# Eleutherodactylus cundalli
Espèce
Synonymes
- Eleutherodactylus lynni Goin & Cooper, 1950

Statut de conservation UICN

 NT  : Quasi menacé
Eleutherodactylus cundalli est une espèce d'amphibiens de la famille des Eleutherodactylidae.

## Répartition
Cette espèce est endémique de l'Ouest de la Jamaïque. Elle se rencontre du niveau de la mer jusqu'à 635 m d'altitude.

## Description
Les femelles mesurent jusqu'à 45 mm.

## Taxinomie
Eleutherodactylus lynni a été placées en synonymie avec Eleutherodactylus cundalli par Schwartz et Fowler en 1973.

## Étymologie
Cette espèce est nommée en l'honneur de Frank Cundall  (1858–1937).

## Publication originale
- Dunn, 1926 : The frogs of Jamaica. Proceedings of the Boston Society of Natural History, vol. 38, p. 111-130.